# 117-я стрелковая дивизия (1-го формирования)

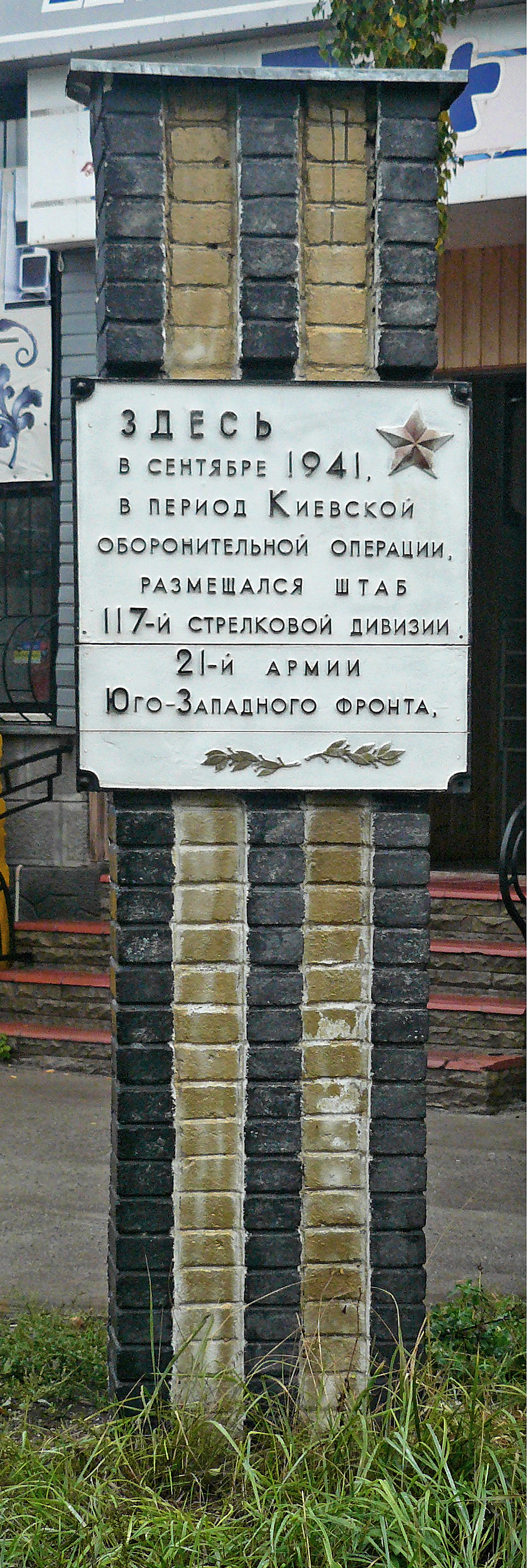
Памятный знак в городе Пирятин.

117-я стрелковая дивизия 1-го формирования (117 сд) — воинское соединение РККА Вооружённых сил СССР, принимавшее участие в Великой Отечественной войне.
Период вхождения в состав действующей армии: 2 июля — 27 декабря 1941 года.

## История
Формирование дивизии началось осенью 1939 года в соответствии с указом Президиума Верховного Совета СССР от 15 августа о формировании и развертывании новых дополнительных дивизий РККА. Развёртывалась в Приволжском военном округе в г. Куйбышеве, штаб дивизии размещался в доме № 4 по Красноармейской улице.
Перед самой войной, в середине июня 1941 года дивизия была срочно передислоцирована на Украину, некоторые части в Бровары под Киевом, остальные вместе со штабом дивизии в Чернигов, где находился также штаб 21-й армии, в состав которой входила дивизия. Срок сосредоточения дивизии был запланирован на 24 июня, поэтому на момент начала войны часть войск дивизии ещё находилась в эшелонах по пути следования.
В годы Великой Отечественной войны дивизия действовала в составе Западного, Центрального и Брянского фронтов.
5—6 июля 1941 года 117-я дивизия участвовала в неудачном наступлении из района Жлобина на Бобруйск, понесла большие потери и была выведена в резерв 21-й армии. В начале этого наступления удар отряда из состава 117-й дивизии благодаря внезапности привел к серьёзным потерям у немцев. Так, по воспоминаниям полковника Хорста Зобеля «10-я моторизованная дивизия … встретила крупные силы противника у Жлобина ночью 6 июля, несмотря на сообщения нашей собственной разведки за час до этого, что этот район чист. Во время советской атаки 10-я моторизованная дивизия понесла тяжелые потери». Для парирования советского наступления немцы использовали части 3-й танковой дивизии 24-го корпуса. Отряд 117-й дивизии оказался охвачен с флангов и полуокружен. Он вынужден был отступать по узкому коридору через торфяные болота к Жлобину, что привело к большим потерям техники. Хотя при этом, благодаря наличию у 117-й дивизии крупнокалиберной артиллерии, дивизия смогла уничтожить значительное число немецких танков (по советским данным около 30, по немецким 1-й батальон 6-го танкового полка к полудню 6-го июля потерял 22 танка). Из-за прорыва немецких танков мосты через Днепр у Жлобина были взорваны, при этом часть сил дивизии осталась на другом берегу Днепра. В течение боев 5-6 июля дивизия потеряла 2324 человека, 81 орудие, 49 минометов и много другой техники.
Это поражение стало предметом серьёзного разбирательства, в выводах которого в частности говорилось: «Основными виновниками поражений отряда 117 СД и позорной сдачи противнику крупного железнодорожного узла Жлобин являются, по нашему заключению, бывший командующий 21 армии генерал-лейтенант Герасименко, начальник штаба 21 армии генерал-майор Гордов и командир 63 СК комкор Петровский, которые не обеспечили живого руководства подготовкой действий отряда 117 СД, не организовали проверки исполнения боевых распоряжений и не обеспечили организацию обороны города Жлобина при наличии всех к этому возможностей».
Кроме того, в результате поражения «полковник Чернюгов решением Военного совета армии отстранён от занимаемой должности. Дело передано на расследование прокуратуре». Однако Чернюгову удалось избежать суда Военного трибунала; вскоре он получил назначение командиром 102-й стрелковой дивизии.
24 июля 1941 года 117-я дивизия участвовала в наступлении в направлении осаждённого Могилёва в составе 21-го стрелкового корпуса 21-й армии сформированного Центрального фронта. 26 июля ей удалось захватить Бахань, однако в результате немецкого контрудара дивизия оказалась в окружении. Выехавший в район боёв командир 21-го стрелкового корпуса генерал-майор Д. Е. Закутный попал в плен, части 117-й дивизии вырвались из окружения в ночь на 27 июля, при этом командир дивизии полковник И. Л. Хижняк был ранен.
12 августа 1941 года 117-я дивизия оказалась на острие немецкого наступления на Гомель, была отброшена за р. Сож и вошла в подчинение 28-го стрелкового корпуса. Продолжая отступать под натиском противника, приняла участие в Киевском сражении и была фактически уничтожена в киевском котле в сентябре 1941 года.
Официально расформирована 27 декабря 1941 года.

## Состав
- управление
- 269-й стрелковый полк
- 240-й стрелковый полк
- 275-й стрелковый полк (майор С. П. Хотеев)
- 820-й стрелковый полк (подполковник С. П. Хотеев) Знамя полка хранится в музее истории войск Приволжского военного округа.
- 322-й лёгкий артиллерийский полк
- 707-й гаубичный артиллерийский полк
- 222-й отдельный истребительно-противотанковый дивизион
- 321-й отдельный зенитный артиллерийский дивизион
- 105-й разведывательный батальон
- 259-й сапёрный батальон
- 240-й отдельный батальон связи
- 173-й медико-санитарный батальон
- 117-я отдельная рота химзащиты
- 99-й автотранспортный батальон
- 196-й полевой автохлебозавод
- 405-я полевая почтовая станция
- 78-я полевая касса Госбанка[7]

## В составе
| На дату    | Фронт             | Армия      | Корпус                 |
| ---------- | ----------------- | ---------- | ---------------------- |
| 22.06.1941 | Резерв Ставки ГК  | 21-я армия | 66-й стрелковый корпус |
| 01.07.1941 | Резерв Ставки ГК  | 21-я армия | 63-й стрелковый корпус |
| 10.07.1941 | Западный фронт    | 21-я армия | 67-й стрелковый корпус |
| 01.08.1941 | Центральный фронт | 21-я армия | 21-й стрелковый корпус |
| 01.09.1941 | Брянский фронт    | 21-я армия | 28-й стрелковый корпус |

## Командиры
- Чернюгов, Спиридон Сергеевич (23.08.1939 — 01.07.1941), полковник.
- Хижняк, Иван Лукич (11.07.1941 — 27.07.1941).
- Старостин, Матвей Фадеевич (июль 1941 — 27.08.1941), полковник.
- Данилов, Николай Семёнович (28.08.1941 — 20.09.1941), подполковник.